# Fritz Hagmann
Fritz Hagmann (Suiza, 28 de marzo de 1901-14 de diciembre de 1974) fue un deportista suizo especialista en lucha libre olímpica donde llegó a ser campeón olímpico en París 1924.

## Carrera deportiva
En los Juegos Olímpicos de 1924 celebrados en París ganó la medalla de oro en lucha libre olímpica estilo peso medio, superando al belga Pierre Ollivier (plata) y al finlandés Vilho Pekkala (bronce).